# Landesvermessungsamt Nordrhein-Westfalen

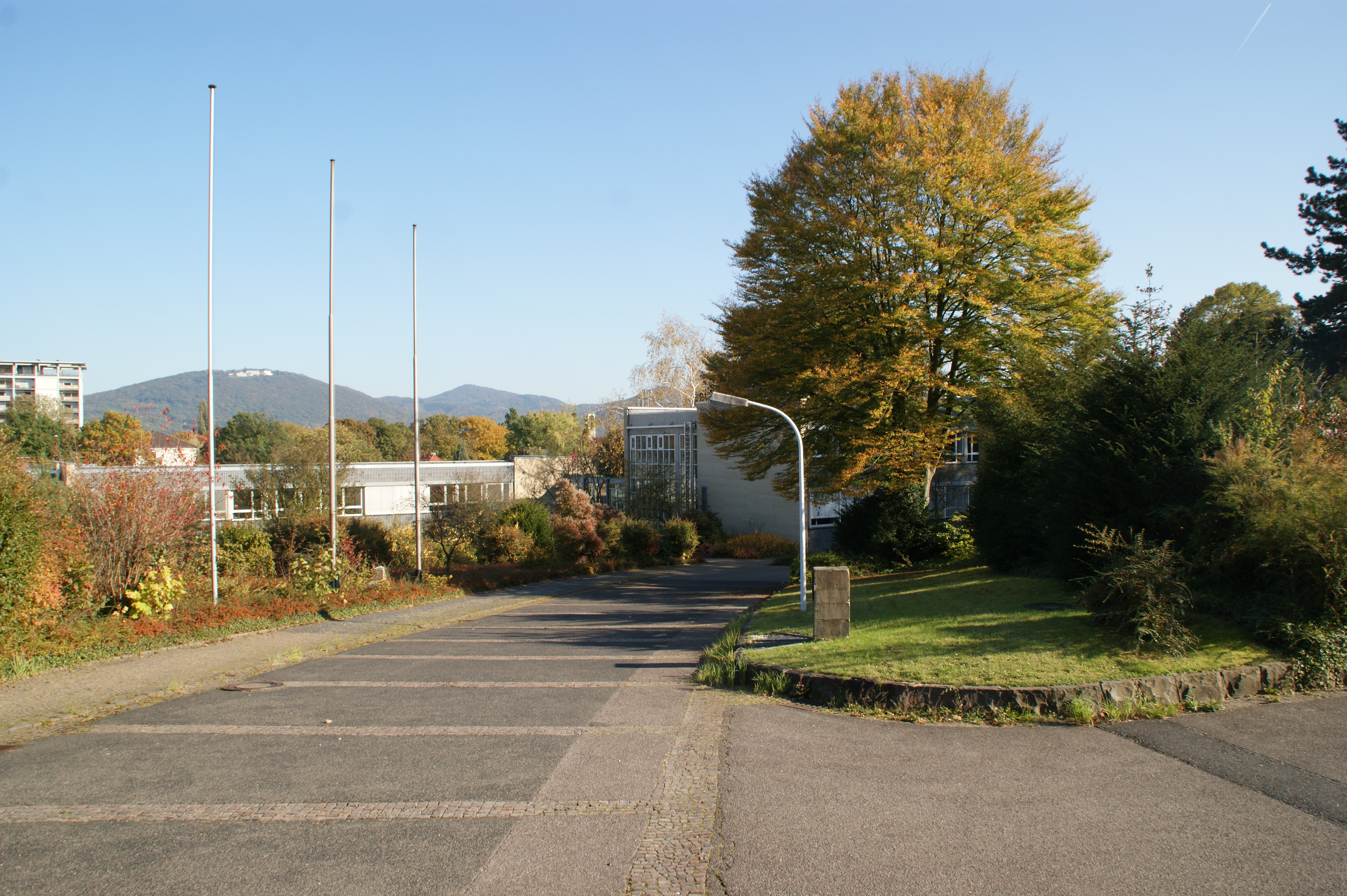
Landesvermessungsamt Nordrhein-Westfalen

Das Landesvermessungsamt Nordrhein-Westfalen war ein Landesvermessungsamt mit Sitz in Bonn-Bad Godesberg. Zu seinen Aufgaben zählten unter anderem die Pflege des trigonometrischen Festpunktfeldes und die topografische Landesaufnahme. Im Zuge einer Verwaltungsreform in Nordrhein-Westfalen wurde es am 1. Januar 2008 organisatorisch in die Bezirksregierung Köln als Abteilung 7 – Geobasis NRW eingegliedert. Der Standort blieb bis 2023 erhalten. Im Dezember 2023 wurde der Standort geschlossen. Die Abteilung 7 – Geobasis NRW befindet sich nun in Köln.

## Geschichte
Unmittelbare Vorgänger des Landesvermessungsamtes waren die 1938 entstandenen Hauptvermessungsabteilungen IX in Münster und X in Köln. Zur Hauptvermessungsabteilung IX gehörten die Gebiete des Landes Lippe, der Provinz Westfalen und des Regierungsbezirks Osnabrück, zur Hauptvermessungsabteilung X gehörte die Rheinprovinz. Die Dienststelle in Köln wurde im Krieg zerstört, 1944 nach Drieberhausen evakuiert und 1945 nach Bad Godesberg verlegt.
Die Hauptvermessungsabteilungen, die auch Aufgaben des ehemaligen Reichsamts für Landesaufnahme übernommen hatten, soweit sie sich auf des Land Nordrhein-Westfalen erstreckten, wurden 1949 aufgelöst und das Landesvermessungsamt Nordrhein-Westfalen als Nachfolgebehörde für das nordrhein-westfälische Gebiet gebildet. Die Hauptstelle mit der Verwaltungsabteilung und drei technischen Abteilungen war in Bad Godesberg, Münster blieb eine Außenstelle mit drei technischen Abteilungen für den westfälischen Landesteil. 1957 beschloss die Landesregierung, die Behörde (ab 1962 Landesoberbehörde) an einem Ort unterzubringen. Mit dem Bau des neuen Dienstgebäudes wurde 1959 begonnen, die Umsetzung des Beschlusses dauerte bis 1987.

## Produkte
Es wurden die Topographischen Landeskartenwerke, digitale Modelle der Erdoberfläche (z. B. ATKIS, digitale Geländemodelle) und Luftbilderzeugnisse wie Orthofotos herausgegeben. Die Landeskartenwerke und weitere Kartendienste können seit 2004 in der Internetanwendung TIM-online betrachtet werden, die auch der Mitteilung von Veränderungsinformationen zur Aktualisierung der Kartenwerke dient. Vor der Umorganisation wurden aus den Kartenwerken auch weitere Produkte wie Wanderkarten hergestellt und vertrieben.

## Belege
1. ↑  Aktuelle Standorte der Bezirksregierung Köln.
2. 1 2  Archive NRW: Landesvermessungsamt NRW. (Findbuch mit Organisationsbeschreibung, online (Memento des Originals vom 12. Juni 2016 im Internet Archive)  Info: Der Archivlink wurde automatisch eingesetzt und noch nicht geprüft. Bitte prüfe Original- und Archivlink gemäß Anleitung und entferne dann diesen Hinweis.), abgerufen am 12. Juni 2016.
3. ↑  Bezirksregierung Köln: TIM-online. Karten und Luftbilder im Internet. Eine Anwendung des Landes NRW. Abgerufen am 12. Juni 2016.